# Топо (Порденоне)
Топо је насеље у Италији у округу Порденоне, региону Фурланија-Јулијска крајина.
Према процени из 2011. у насељу је живело 422 становника. Насеље се налази на надморској висини од 256 м.